# Английский язык юга США

Слияние pin и pen в английском языке юга США. Фиолетовым отмечены зоны, в которых слияние характерно для большинства носителей. Отметим также исключение ареала Нового Орлеана, Южной Флориды, части Южной Каролины и Джорджии. Фиолетовая зона в Калифорнии состоит из территорий Бейкерсфилда и Керна, где осели мигранты из южно-центрального района США во время Пыльного котла. Также нет единого мнения, является ли Остин (Техас) исключением. Основано на Labov, Ash & Boberg (2006)

Английский язык юга США или южные диалекты американского английского — собирательное название для диалектов, на которых говорят повсеместно на юге США: от южных границ Огайо, Мэриленда и Делавэра, в большей части Западной Виргинии и Кентукки до побережья Мексиканского залива, а также от побережья Атлантического океана до большей части Техаса, Оклахомы и дальневосточной части Нью-Мексико. Южные диалекты составляют самую большую группу акцентов в США. Английский язык юга США может быть разделён на несколько региональных диалектов или говоров. Афроамериканский английский обладает рядом схожих с южными диалектами черт из-за сильных исторических связей с этим регионом.

## Обзор южных диалектов
Лингвистический регион включает Алабаму, Джорджию, Теннесси, Миссисипи, Северную и Южную Каролину, Луизиану и Арканзас, а также большую часть Техаса, Оклахомы, Западной Виргинии, Кентукки и северной и центральной Флориды. Южные диалекты американского английского можно обнаружить также в самых южных районах Миссури, Мэриленда, Делавэра и Иллинойса.
В основном южные диалекты образовались благодаря британским иммигрантам, которые прибыли сюда в XVII и XVIII веках. Поселения также включали большое количество протестантов из Ольстера и Шотландии. Такие потрясения как Великая депрессия, Пыльный котёл и Вторая мировая война стали причиной массовый миграций этих и других переселенцев по всей территории США.

## Фонология
| Чистые гласные (Монофтонги) | Чистые гласные (Монофтонги)                                          | Чистые гласные (Монофтонги)          |
| --------------------------- | -------------------------------------------------------------------- | ------------------------------------ |
| Диафонема                   | Южная фонема                                                         | Примеры слов                         |
| /æ/                         | [æ~æ(ʲ)ə]                                                            | act, pal, trap                       |
| /æ/                         | [eə~æ(ʲ)ə]                                                           | ham, land, yeah                      |
| /ɑː/                        | [ɑ]                                                                  | blah, bother, father, lot, top, wasp |
| /ɒ/                         | [ɑ]                                                                  | blah, bother, father, lot, top, wasp |
| [ɑɒ~ɔo]                     | all, dog, bought, loss, saw, taught                                  |                                      |
| [ɑɒ~ɔo]                     | all, dog, bought, loss, saw, taught                                  | /ɔː/                                 |
| /ɛ/                         | [ɛ~ɛ(ʲ)ə] предшествует a назальному согласному: [ɪ~ɪ(ʲ)ə]            | dress, met, bread                    |
| /ə/                         | [ə]                                                                  | about, syrup, arena                  |
| /ɪ/                         | [ɪ~ɪ(ʲ)ə]                                                            | hit, skim, tip                       |
| /iː/                        | [ɪi]                                                                 | beam, chic, fleet                    |
| /ɨ/                         | [ɪ~ɪ̈~ə]                                                              | island, gamut, wasted                |
| /ʌ/                         | [ɜ]                                                                  | bus, flood, what                     |
| /ʊ/                         | [ʊ̈~ʏ]                                                                | book, put, should                    |
| /uː/                        | [ʊu~ɵu~ʊ̈y]                                                           | food, glue, new                      |
| Дифтонги                    |                                                                      |                                      |
| /aɪ/                        | [ä~äɛ]                                                               | bright, shine, try                   |
| /aʊ/                        | [æ(ʲ)ɔ]                                                              | now, ouch, scout                     |
| /eɪ/                        | [ɛi]                                                                 | lake, paid, rein                     |
| /ɔɪ/                        | [oi]                                                                 | boy, choice, moist                   |
| /oʊ/                        | [ɜʊ~ɜʊ̈~ɜʏ] предшествует /l/ или зиянию: [ɔu]                         | goat, oh, show                       |
| R-окрашенные гласные        |                                                                      |                                      |
| /ɑr/                        | ротические южные диалекты: [ɒɚ~ɑɚ] неротические южные диалекты: [ɒː] | barn, car, park                      |
| /ɛər/                       | ротические: [e̞ɚ~ɛ(ʲ)ɚ] неротические: [ɛ(ʲ)ə]                         | bare, bear, there                    |
| /ɜr/                        | [ɚ~ɐɚ]                                                               | burn, first, herd                    |
| /ər/                        | [ɚ]                                                                  | better, martyr, doctor               |
| /ɪər/                       | ротические: [iɚ] неротические: [iə]                                  | fear, peer, tier                     |
| /ɔr/                        | ротические: [o(u)ɚ] неротические: [o(u)ə]                            | hoarse, horse, poor score, tour, war |
| /ɔər/                       | ротические: [o(u)ɚ] неротические: [o(u)ə]                            | hoarse, horse, poor score, tour, war |
| /ʊər/                       | ротические: [o(u)ɚ] неротические: [o(u)ə]                            | hoarse, horse, poor score, tour, war |
| /jʊər/                      | ротические: [juɚ~jɚ] неротические: [juə]                             | cure, Europe, pure                   |

В южном произношении, известном в США как южный акцент, присутствует много различий между регионами Юга, между старшим и младшим поколением, а также людьми разных этносов.

### Общие черты
Следующие черты ассоциируются с одним или несколькими диалектами юга США:
- Продвижение вперёд конечного /ŋ/ в безударном слоге. Таким образом, singing (/ˈsɪŋɪŋ/) становится [ˈsɪŋɪn][8].
- Сближение [ɛ] и [ɪ] перед назальными согласными, таким образом, pen и pin произносятся одинаково; это сближение не обнаруживается в Новом Орлеане или Майами. Это явление в последние десятилетия распространилось за пределами юга и сейчас обнаруживается также на западе США.
- Ненапряжённые и напряжённые гласные часто нейтрализуются перед /l/, создавая такие пары омофонов для носителей некоторых южных диалектов как feel/fill и fail/fell.
- /z/ становится [d] перед /n/, например, [ˈwʌdn̩t] wasn’t, [ˈbɪdnɪs] business, но hasn’t всё равно произносится как [ˈhæzənt], так как hadn’t, произносимое как [ˈhædn̩t], уже существует.
- Во многих существительных, у которых в других вариантах произношения ударение падает на второй слог, ударным является первый, например: police, cement, Detroit, Thanksgiving, insurance, behind, display, hotel, motel, recycle, TV, guitar, July и umbrella.

## Диалекты
То, что сейчас называют «южным акцентом» в США, может быть одним из наиболее отличительным региональным акцентом страны. Но в противовес общепринятому мнению, не существует единого «южного акцента». Наоборот, существует заметное количество субрегиональных диалектов, которые можно обнаружить на юге США; собирательно их называют английским языком юга США. Тем не менее, эти диалекты часто обладают особыми чертами произношения и идиомами, которые позволяют легко отличить их от английского, на котором говорят в других регионах США. Хотя жители юга США говорят на разных южных диалектах, они могут понимать друг друга.

### Атлантический
- Пидмонтский

Диалект района Пидмонта вероятно является самым известным южным диалектом благодаря его сильному влиянию на речевые шаблоны Юга. Так как этот диалект долго ассоциировался с высшим или аристократическим классом плантаторов Старого юга США, многие важные фигуры истории Юга говорили с этим акцентом. Пидмонтский акцент — неротический, его носители произносят «R», только если за ним следует гласный. Характерной чертой является также южное протяжное произношение (англ. Southern drawl).
- Прибрежный южный

Этот диалект имеет сходство с пидмонтским, но сохранил больше элементов из диалекта колониальной эпохи, чем практически все остальные диалекты США. Обнаруживается вдоль побережья Чесапикского залива и Атлантического океана в Мэриленде, Делавэре, Виргинии, Северной и Южной Каролине и Джорджии. Наиболее распространён в районах Чарлстона, Южная Каролина и Саванны, Джорджия. Как и пидмонтский акцент, прибрежный южный также не ротический (за исключением Дельмарвы), включает много представителей молодого поколения.
- Майамский

В округе Майами-Дейд и частях Южной Флориды широко распространён уникальный акцент, зачастую называемый «акцентом Майами». Акцент развился среди латиноамериканцев (включая американцев кубинского происхождения) второго и третьего поколений, чьим родным языком был английский. Он основан на относительно стандартном американском акценте, но с некоторыми изменениями, сходными с северо-восточным диалектом. В отличие от пидмонтского диалекта и некоторых других, майамский акцент — ротический.

### Мидленд
- Южный Мидленд

Этот диалект возник во внутренней территории Юга. Эта область была широко заселена шотландцами, северными и западными англичанами, валлийцами и немцами.
Северная граница диалекта проходит вдоль реки Огайо, в основном в юго-западном направлении, и движется от Кентукки через крайний юг Миссури и Оклахомы, а исчезает в западном Техасе. Этот диалект также используется в Южном Иллинойсе, Южном Огайо и Южной Индиане. Он ассимилировал некоторые формы прибрежного южного диалекта, особенно заметной из которых является потеря дифтонга /aj/, который становится /aː/, а также местоимение второго лица множественного числа — «you-all» или «y’all». В отличие от прибрежного южного диалекта, однако, южный Мидленд — ротический диалект, в котором /r/ произносится во всех исторически обоснованных позициях.
- Аппалачи

Из-за прежней изолированности юга Аппалачи, этот акцент может быть затруднён для понимания иноземцев. Это ротический диалект, в котором «R» произносится везде, где есть в словах, а также где этого звука быть не должно (например, «worsh» или «warsh» вместо «wash»). Благодаря широкой протяжённости горной цепи, в этом говоре также существуют заметные вариации.
Этот диалект можно услышать в Северной Джорджии, Северной Алабаме, Восточном Теннесси, северо-западной части Южной Каролины, западной части Северной Каролины, каменноугольном бассейне Западного Кентукки, Юго-Западной Виргинии и Западной Виргинии, а также в Западном Мэриленде.
Исследователи отмечают, что этот диалект сохраняет большую часть словарного состава шотландского варианта ранненовоанглийского.

### Диалекты Мексиканского залива
- Южная часть побережья Мексиканского залива и дельта Миссисипи

Этот район Юга был заселён носителями английского языка из Вирджинии, Джорджии, Северной и Южной Каролины, а также французскими поселенцами из Луизианы. Эти акценты распространены в Миссисипи, Северной Луизиане, Арканзасе, Западном Теннесси и Восточном Техасе. Это ротические диалекты, на которых говорили Джонни Кэш и Элвис Пресли.

### Диалекты Луизианы
Диалекты южной и центральной Луизианы хотя и считаются южными, совершенно различны. Многие диалекты уникальны для региона.

#### Ят
На этом диалекте говорят в районе Нового Орлеана. Название происходит от традиционного у носителей данного диалекта приветствия — «Where y’at?» («Where are you at?»), что означает «Как дела?».

#### Гарден Дистрикт/пригород
Это широко распространённый в определённых частях пригорода Нового Орлеана диалект. Он больше похож на остальные южные диалекты, чем Ят. Однако, в отличие от других южных диалектов, «i» в таких словах как «white» произносится не как «a», а как «ай». Этот диалект сохраняет такие же уникальные термины, как и Ят.

### Техасский
Акценты Техаса, хоть и считаются южными, также разнообразны, многие из них уникальны в данном регионе. Техасский диалект — ротический.

### Афроамериканский английский
Этот тип южноамериканского английского зародился в южных штатах, где африканцев в те времена держали как рабов. Эти рабы говорили на туземных африканских языках, но в итоге научились английскому, чтобы общаться с рабовладельцами и друг с другом. Так как их хозяева говорили на южноамериканском английском, именно этот диалект приобрели рабы. Со временем формы южноамериканского английского, на котором говорили рабы, развился в то, что сейчас известно как афроамериканский английский. Это преимущественно неротический диалект. Хотя африканские рабы и их потомки утратили большую часть своей культуры и языка, некоторые особенности словарного состава и грамматики из западноафриканских языков сохраняются в афроамериканском английском. И хотя афроамериканский английский может использоваться и представителями других рас, на нём широко говорят и он ассоциируется в первую очередь с чёрными во многих частях США. При этом, многие носители английского языка считают этот диалект не соответствующим литературной норме, сниженным. В результате этого те афроамериканцы, которые стремятся к изменению общественного положения, обычно учатся переключению кодов между афроамериканским и более стандартизованным английским.

## Лексика
- Использование «over yonder» вместо «over there» или для обозначения положения в или на другом месте. Кроме того, «yonder» проявляет тенденцию к обозначению более дальнего места, чем «here» и «there»[11].
- В южных диалектах преобладает «coke» для обозначения любых газированных напитков[12][13].